# Aldwincle All Saints
Aldwincle All Saints var en civil parish fram till 1885 när blev den en del av Aldwincle, i grevskapet Northamptonshire, i England. Civil parish var belägen 15 km från Kettering och hade 334 invånare år 1881. Byar nämndes i Domedagsboken (Domesday Book) år 1086, och kallades då Aldevincle.